# 차근차근 게임 코딩
《차근차근 게임 코딩》는 닌텐도가 제작한 닌텐도 스위치용 프로그래밍 게임이다. 2021년 6월 11일 전세계에 동시출시됐다.
이 게임에서 플레이어는 '노든'이라는 생물체로 이뤄진 비주얼 프로그래밍 언어를 활용해 임의의 프로그램 및 비디오 게임을 제작할 수 있다. 게임 내에서 노돈 언어를 배울 수 있는 레슨을 제공하며, 입력 장치로 최대 8개의 조이콘을 지원한다. 제작된 프로그램은 코드 형식으로 공유할 수 있다.

## 개발 및 출시
《차근차근 게임 코딩》은 2021년 5월 5일 처음 공개됐다. 닌텐도 라보 제품군과 《피크민》 시리즈에 관여한 프로그래머 마스다 나오키가 기획한 작품이다.

## 반응
《차근차근 게임 코딩》은 리뷰 애그리게이터 웹사이트 메타크리틱에 따르면 "대체적으로 긍정적인 평가"를 받았다.

## 참조

### 내용주
1. ↑  일본어: ナビつき! つくってわかる はじめてゲームプログラミング, 영어: Game Builder Garage